# Fruits (Fantin-Latour)
Fruits est un tableau réalisé en 1878 par le peintre français Henri Fantin-Latour. De format vertical, cette huile sur toile est une nature morte qui représente un vase contenant un rameau de pommier qui porte au moins six fruits, trois autres pommes étant posées à côté du récipient sur le même coin de table. L'œuvre est conservée à la Fondation Bemberg, qui le considère comme l'un de ses chefs-d'œuvre. L'établissement muséal toulousain détient par ailleurs un autoportrait de l'artiste daté de 1860 et un intérieur peint l'année suivante.

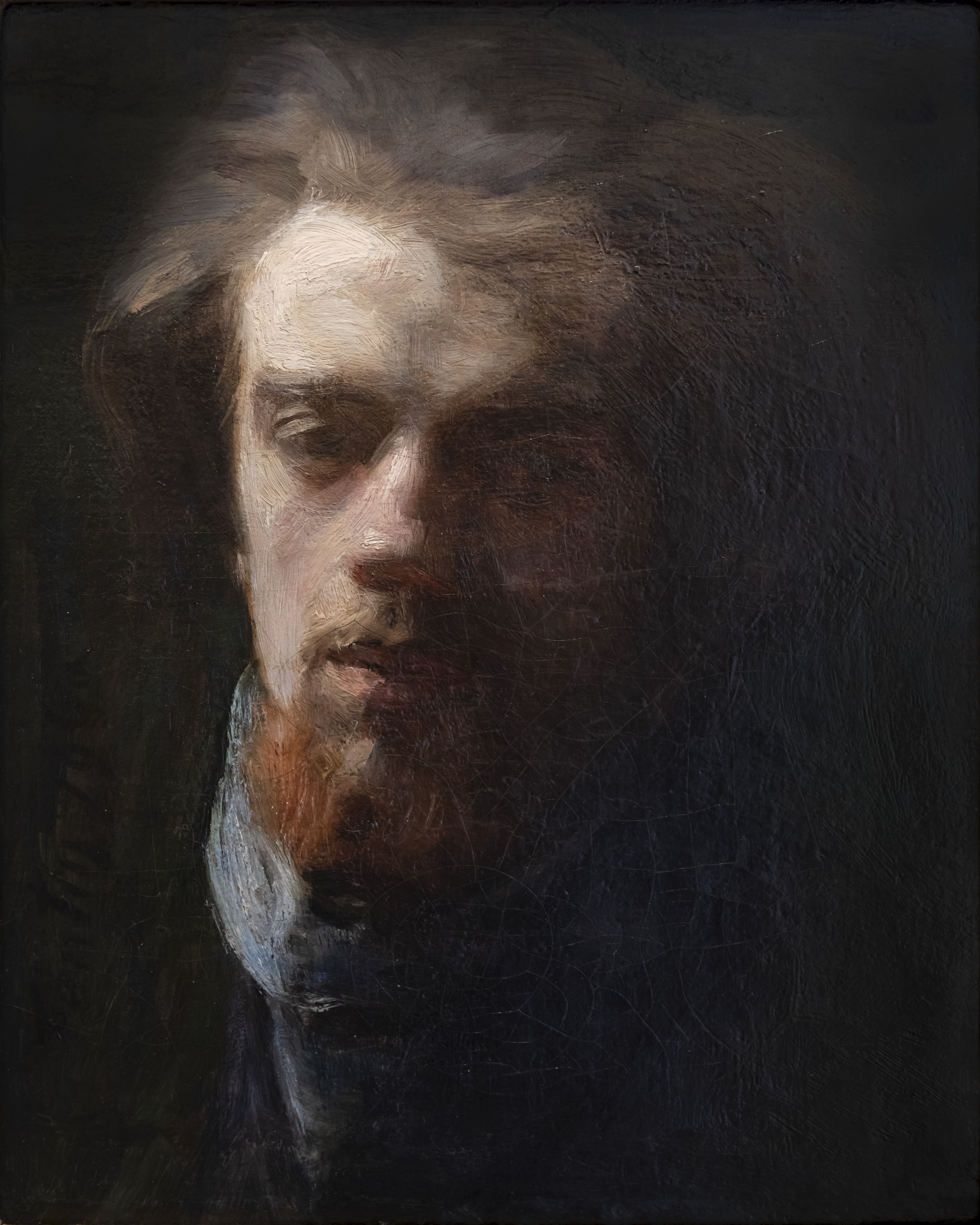
Portrait de Fantin, 1860.
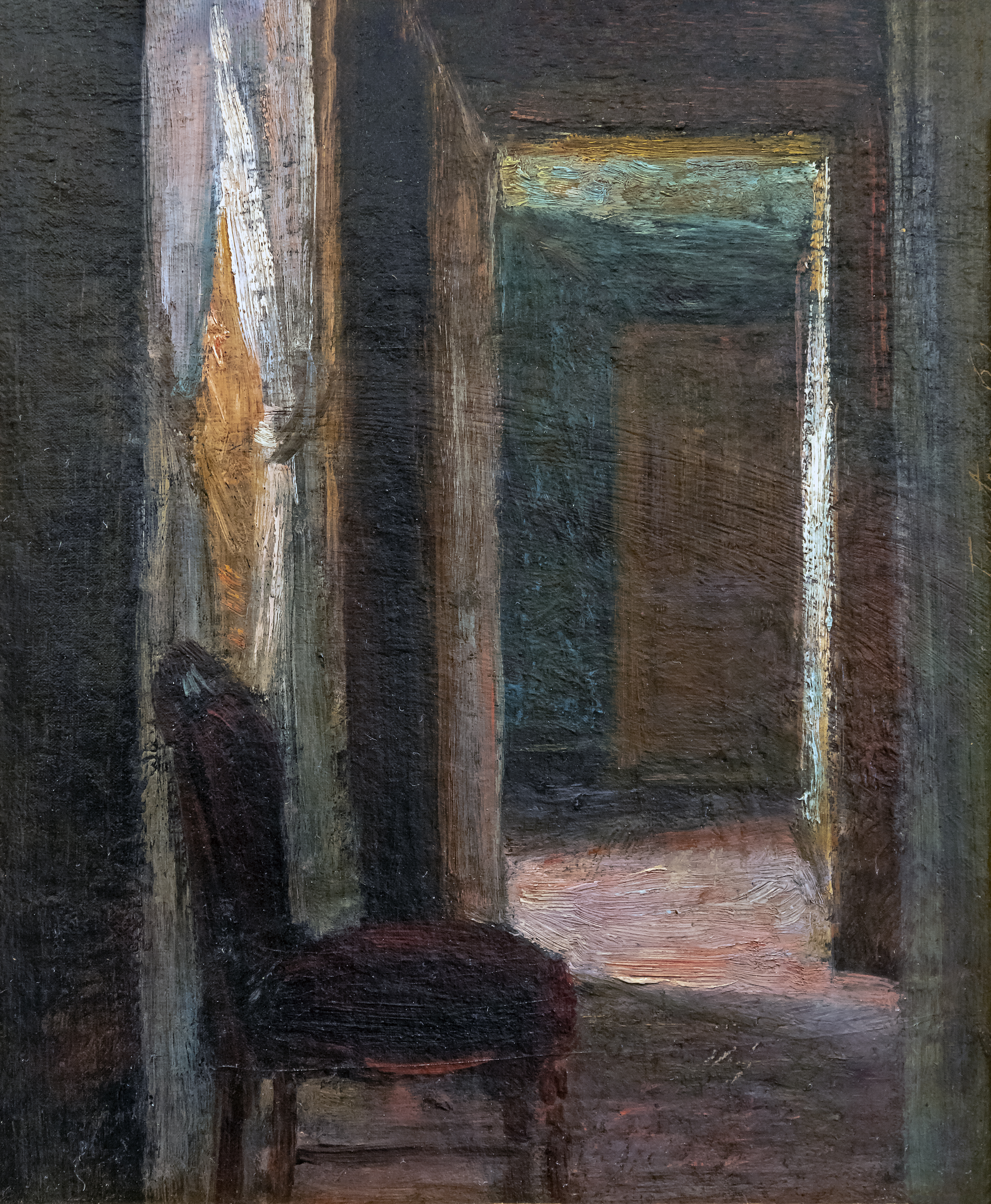
Intérieur, 1861.